# 박예랑
박예랑(1970년 ~ )은 대한민국의 텔레비전 드라마 작가이다. 1993년 KBS 드라마게임 《엄마의 늦바람》으로 데뷔했다.

## 경력
- 아이비더블유 대표이사
- 마젤란 출판사 대표이사

## 집필 작품

### 텔레비전 드라마
| 연도      | 제목                                             | 방송사 | 유형     | 연출          | 비고                      |
| --------- | ------------------------------------------------ | ------ | -------- | ------------- | ------------------------- |
| 2005-2006 | 결혼합시다                                       | MBC    | 주말     | 최이섭 강대선 | 김지은, 김남경과 공동집필 |
| 2004      | 천생연분                                         | MBC    | 수목     | 최용원 이재원 |                           |
| 2002-2003 | 맹가네 전성시대                                  | MBC    | 주말     | 김남원        |                           |
| 2002      | 사랑을 예약하세요                                | MBC    | 일요아침 | 권석장        |                           |
| 2002      | 베스트극장 - 아주 멀지 않은 사람                 | MBC    | 단막     | 김남원        |                           |
| 2001      | 베스트극장 - 남편의 키스                         | MBC    | 단막     | 오현창        |                           |
| 2001      | 로펌                                             | SBS    | 수목     | 정세호        |                           |
| 2001      | 베스트극장 - 맞고 싶은 여자                      | MBC    | 단막     | 김사현        |                           |
| 2000-2001 | 여자만세                                         | SBS    | 수목     | 오세강        |                           |
| 2000      | 사랑의 전설                                      | SBS    | 월화     | 최문석        |                           |
| 1999      | 마지막 전쟁                                      | MBC    | 월화     | 김남원        |                           |
| 1999      | 베스트극장 - 남편의 못생긴 애인                  | MBC    | 단막     | 김남원        |                           |
| 1998      | 적과의 동거 - 제1화 야수와 미녀                  | MBC    | 수목     | 김승수        |                           |
| 1998      | 베스트극장 - 이혼 방법                           | MBC    | 단막     | 김남원        |                           |
| 1998      | 새의 선물                                        | MBC    | 특집     | 김남원        |                           |
| 1997      | 완벽한 남자를 만나는 방법                        | KBS2   | 월화     | 전기상        | 필명 박민선               |
| 1997      | 영웅반란                                         | MBC    | 월화     | 김남원        |                           |
| 1997      | 베스트극장 - 아빠가 딸에게 해 줄 수 있는 모든 것 | MBC    | 단막     | 박성수        |                           |
| 1997      | 베스트극장 - 우리들의 쪼그라진 영웅              | MBC    | 단막     | 김남원        |                           |
| 1997      | 베스트극장 - 그의 두 번째 아내                   | MBC    | 단막     | 김남원        |                           |
| 1996      | 베스트극장 - 달수의 차, 차, 차                   | MBC    | 단막     | 오현창        |                           |
| 1996      | 베스트극장 - 문간방 여자                         | MBC    | 단막     | 김남원        |                           |
| 1995      | 베스트극장 - 유혹                                | MBC    | 단막     | 김남원        |                           |
| 1994      | 베스트극장 - 내겐 너무 무식한 당신               | MBC    | 단막     | 김남원        |                           |
| 1994      | 베스트극장 - 작은 도둑                           | MBC    | 단막     | 김남원        |                           |
| 1994      | 베스트극장 - 마지막 전쟁                         | MBC    | 단막     | 김남원        |                           |
| 1993      | 드라마게임 - 엄마의 늦바람                       | KBS2   | 단막     | 이강현        | 데뷔작                    |
| 1980-2002 | 전원일기                                         | MBC    | 주간단막 | 연출 다수     | 작가 다수                 |

### 영화
- 《유감스러운 도시》 (각색, 2009년)
- 《아찌 아빠》 (각본, 1995년)
- 《계약 커플》 (각본, 1994년)

### 도서
- 《예랑의 키다리 아저씨》 (이미지박스, 2005)
- 《사랑아 웃어라》 (이미지박스, 2006)

## 사건/사고
배우 정우성과 황신혜 등에게 150억 원이 넘는 금액을 편취한 혐의로 항소심에서 7년을 선고받았다.

## 같이 보기
- 박예랑의 텔레비전 드라마 각본 목록